# Mykineshólmur
Mykineshólmur est un îlot des îles Féroé. Il est étendu sur environ 0,45 km2 et se situe 50 mètres à l'ouest de l'île Mykines, reliée à Mykineshólmur par un pont suspendu de 35 mètres. Il fait partie de la région de Vågø, une subdivision des îles Féroé. Avec ses 45 hectares, il est le deuxième plus grand îlot des Féroé.

## Phare de Mykineshólmur

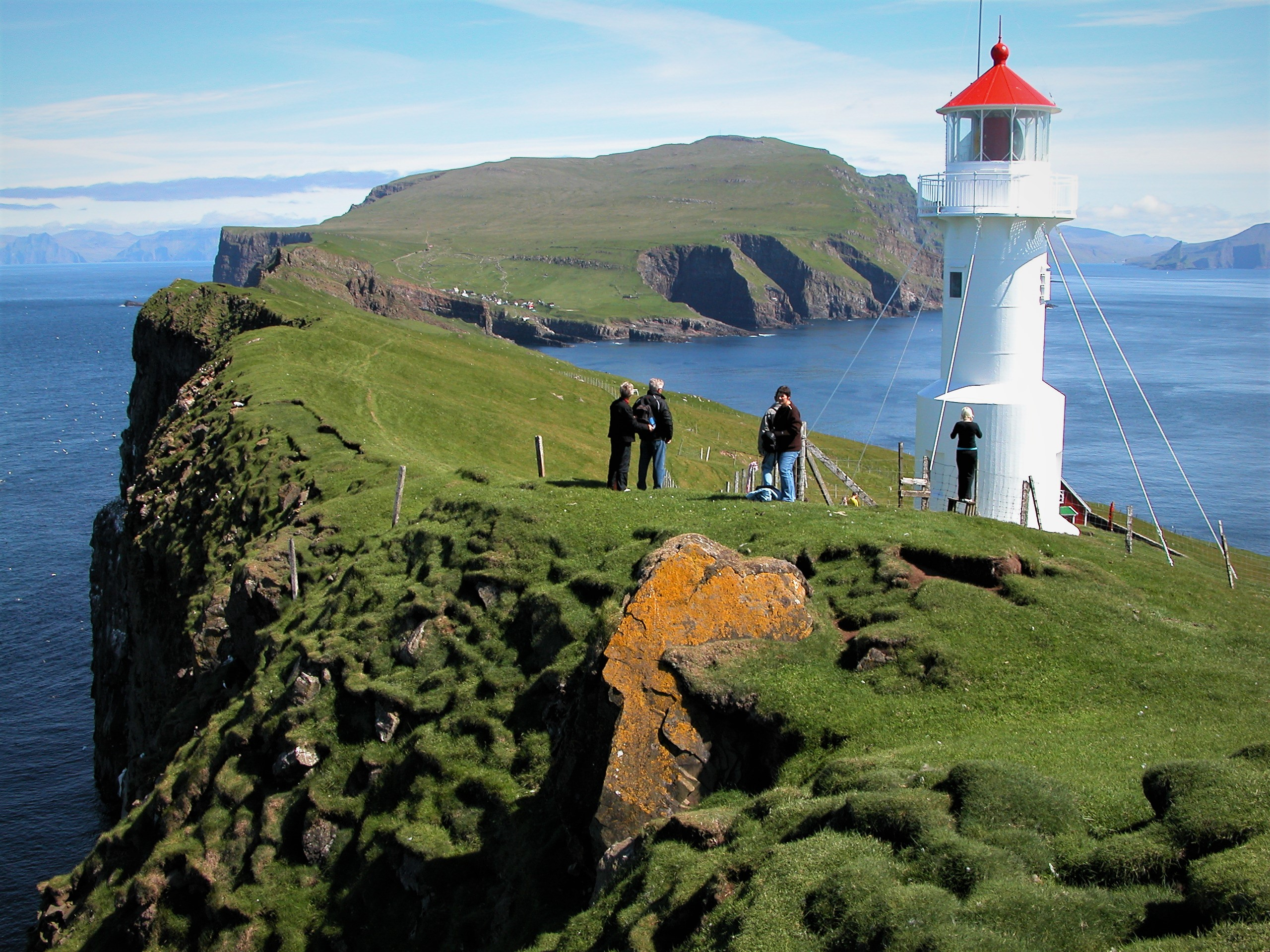
Mykineshólmur et Mykines.

Un phare (appelé Mykineshólmur fyr) mesurant 14 mètres de haut est situé sur la partie ouest de l'île, la plus élevée, à 113 m d'altitude. Il a été construit en 1909. En plus du phare, une maison pour le gardien du phare a été construite en 1911. En 1937 et 1938, deux maisons sont construites pour les assistants gardiens de phare. Après la construction de ces deux maisons, une petite colonie comptant jusqu'à 25 habitants s'est développée sur Mykineshólmur. Trois enfants y sont même nés. Jusqu'à 7 enfants fréquentaient l'école à Mykineshólmur en hiver, tandis qu'en été, ils allaient à l'école sur l'île de Mykines. En 1969, l'occupation du phare 24h sur 24 a été abandonnée. C'était la première étape vers l'automatisation et le dépeuplement de Mykineshólmur. À partir de 1970, il n'y avait qu'un seul gardien de phare adjoint qui vivait à Mykines et qui avait installé un système d'alarme dans sa maison. En 1975, il a quitté Mykines.

## Pont vers l'île de Mykines
En 1909, un premier pont sur le détroit entre Mykines et Mykineshólmur a été construit. Il s'agissait d'un pont à haubans d'une portée de 42 mètres et d'une hauteur de 27 mètres au-dessus de la surface de l'eau. Avant la construction du pont, le transport vers l'îlot était organisé par bateau. En 1955 un deuxième pont est construit. Il s'agissait d'une construction à poutres en treillis avec deux piliers de soutien. En 1989 le pont actuel est construit.

## Faune

### Généralités
L'îlot compte une grande colonie de phoques gris le long de sa falaise nord. L'îlot a par ailleurs toujours été un important habitat pour les oiseaux de mer tels que les macareux, les guillemots ou les fous de Bassan.  Aujourd'hui, l'îlot est devenu un lieu d'étude pour les ornithologues.

### Colonie de fous de Bassan
Mykineshólmur compte environ 2500 couples de fous de Bassan, l'une des plus grandes espèces d'oiseaux vivant aux Féroé. Ils arrivent chaque année sur l'îlot aux alentours du 25 janvier et en reparte vers le 11 novembre. Un albatros hurleur a vécu pendant 34 ans avec les fous de Bassan, jusqu'à sa mort en 1894. Il était surnommé le roi des fous de Bassan.

## Économie

### Agriculture
Pendant plusieurs siècles et jusqu'en 1978, des bœufs ont été élevés en pâturage d'été sur l'îlot. À l'automne, ils étaient vendus à bon prix à Tórshavn.